# Lempasjärvi
Lempasjärvi är en sjö i Övertorneå kommun i Norrbotten och ingår i Torneälvens huvudavrinningsområde. Sjön har en area på 0,339 kvadratkilometer och ligger 152,4 meter över havet. Sjön avvattnas av vattendraget Ylijoki.

## Delavrinningsområde
Lempasjärvi ingår i det delavrinningsområde (742822-185021) som SMHI kallar för Inloppet i Yli-Kuittasjärvi. Medelhöjden är 148 meter över havet och ytan är 37,84 kvadratkilometer. Det finns inga avrinningsområden uppströms utan avrinningsområdet är högsta punkten. Ylijoki som avvattnar avrinningsområdet har biflödesordning 3, vilket innebär att vattnet flödar genom totalt 3 vattendrag innan det når havet efter 127 kilometer. Avrinningsområdet består mestadels av skog (87 procent). Avrinningsområdet har 0,35 kvadratkilometer vattenytor vilket ger det en sjöprocent på 0,9 procent.